# Пепелник
Пепелникът е съд, в който се събират пепелта и угарките (фасовете) от цигари и пури. Той има многоъгълна, правоъгълна, квадратна или кръгла форма. Изработва се от материали, които са трудно запалими (термоустойчиви материали) като метал, стъкло, скала или керамика. В някои заведения където тютюнопушенето е разрешено, се слага пепелник по масите.
В стените на пепелника обикновено има вдлъбнатини, предназначени за временно оставяне на цигарата или пурата. Вградени пепелници има в коли, влакове и обществени кошчета за боклук. В някои видове пепелници има пясък или вода на дъното.
- Видове пепелници
- Стъклен пепелник
- Порцеланов пепелник
- Метален пепелник